# Agata Kulesza
Agata Kulesza-Figurska (en polaco:  [aˈgata kuˈlɛʂa] ; Szczecin, 27 de septiembre de 1971) es una actriz polaca de cine, televisión y teatro, miembro de la Academia de Cine Polaco.
En 2013, apareció en la película Ida, aclamada por la crítica. En 2008 fue la ganadora de la octava temporada del programa de televisión Taniec z gwiazdami (Bailando con las estrellas), y la primera ganadora del programa que donó el premio a la caridad.

## Vida personal
Kulesza vive en Varsovia con su esposo, Marcin Figurski, un operador de cámara. La pareja se conoció en 1996 en un set de filmación y se casaron después de diez años juntos. Tienen una hija, Marianna (nacida en 1997).

## Filmografía seleccionada
- 1993 - Człowiek z... -  Anna
- 1995 - Die Straßen von Berlin - Katharina Stefanescu, episodio: Babuschka
- 1996 - Poznań '56 - Profesora Zoska
- 2001 - The Spring to Come - La mujer
- 2002 - Moje pieczone kurczaki  - Agata, esposa de Wojtek
- 2003 - Siedem przystanków na drodze do raju - La mujer
- 2011 - Sala Samobójców - Beata Santorski
- 2013 - Ida - Wanda
- 2013 -  Desire for Beauty - Ella misma
- 2013 - Drogówka - Jadzia
- 2016 - Les Innocentes - Madre Abbess
- 2018 - Cold War - Irena